# Радзенцин
Радзенцин (пол. Radzięcin) — деревня в Билгорайском повете Люблинского воеводства Польши. Входит в состав гмины Фрамполь. По данным переписи 2011 года, в деревне проживало 695 человек.

## География
Деревня расположена на юго-востоке Польши, на границе Билгорайской равнины (часть Сандомирской низменности) и Расточья, на правом берегу реки Бяла-Лада, на расстоянии приблизительно 16 километров к северу от города Билгорай, административного центра повета. Абсолютная высота — 250 метров над уровнем моря. К югу от населённого пункта проходит национальная автодорога 74, к западу — региональная автодорога 835.

## История
Деревня была основана в XIV веке. Входила в состав владений рода Горайских.
В 1921 году в Радзенцине и административно подчинённых ему поселениях совокупно насчитывалось 152 дома и 915 жителей.
В период с 1975 по 1998 годы деревня входила в состав Замойского воеводства.

## Население
Демографическая структура по состоянию на 31 марта 2011 года:
|         | Всего | До трудоспособного возраста | Трудоспособного возраста | Старше трудоспособного возраста |
| ------- | ----- | --------------------------- | ------------------------ | ------------------------------- |
| Мужчины | 353   | 53                          | 241                      | 59                              |
| Женщины | 342   | 51                          | 182                      | 109                             |
| Всего   | 695   | 104                         | 423                      | 168                             |

## Достопримечательности
- Костёл Святого Казимира, 1758 г.